# Breithorn (Zermatt)
Breithorn este un lanț muntos acoperit de ghețari cu mai multe vârfuri înalte. El este situat la granița dintre Elveția și Italia în munții Alpii Pennini (Walliser). Cel mai înalt vârf, Vârful de Vest, 4.164 m, care este relativ ușor de urcat, se află după cum îi spune și numele în partea de vest a masivului. Spre est se înalță o serie de piscuri cu o înălțime mai mică printre care se numără Vârful de Est și Breithorn Zwillinge (Gemenii Breithorn). Spre est lanțul muntos se termină cu piscul Schwarzfluh (Roccia Nera). Urcarea pe masiv este ușurată alpiniștilor de existența unui teleferic pe muntele Kleine Matterhorn („Micul Matterhorn”). Urcarea pe munte durează între 2 și 3 ore. Schiorii buni cu experiență pot coborî pe versanții muntelui în vale. Prima escaladare a muntelui a fost realizată în 1813 de către Henry Maynard, Joseph-Marie Couttet, Jean Gras, Jean-Baptiste Erin și Jean-Jacques Erin. Este interesant de menționat că Albert Siebenmorgen este persoana cea mai în vârstă care a urcat pe munte, când el avea 78 de ani.